# 官方语言
官方语言（英語：official language），香港又稱法定語文，澳門又稱正式語文，是由國家或下级政府立法规定，以方便管理国家事务等为目的，在制定法律、政府行政、司法裁决、官方媒体、对外交往、教育等正式领域规定使用的语言。广义的“官方语言”也包括了国际组织等非国家机关规定的工作语言，如联合国确定了六种官方语言（也称“正式语文”）。

## 分类
官方语言一般是所在区域内使用范围最广或使用人数最多的语言中的一种或几种。一些国家的少數民族地區地方政府會把本地主要族群語言和國家官方語言作為行政地區官方語言。
官方语言的定义往往不仅仅是出于语言功能的考虑，而是受到民族认同和政治因素的影响。如一些前殖民地可能以前宗主國語言作為官方語言。又如一些国家只认可一种官方语言（无论是事实上还是法律上），以试图在多民族国家中构建一种统一的国族认同。抑或是两个国家有着名字上相独立的两种官方语言，尽管其实两种语言只是方言连续体。
有些国家或地区只有一个官方语言，如德国、法国、美国等。
有些国家或地区有數个官方语言，这使得政府服务覆盖所有官方语言，公民可自由选择使用。如台湾、加拿大、菲律宾、比利时、印度、新加坡、瑞士、欧盟等。有人认为，数个官方语言的设立既是对不同群体的认可
，也是国家展示自身优势的方式。
有些国家或地区没有法定正式官方语言，如中华人民共和国、日本等。
中华人民共和国法律上并没有规定官方语言，只规定了普通话为“国家通用语言”。宪法要求在民族自治地区，自治机关执行职务时应根据当地的自治条例使用该地区的语言文字；而在少数民族集中或多民族共居的地区，审理工作应使用当地通用的语言，相关文书如起诉书、判决书等也应根据实际需要使用当地语言文字。不过很多场合普通话代行了官方语言的职责。部分民间学者会直接将普通话称作“官方语言”；政府官方则强调“国家通用语言”和“官方语言”“国语”的区别，不赞成将普通话视作“官方语言”。
美国联邦政府的官方语言于2025年3月1日由唐纳德·川普总统通过行政命令确定为英语，适用于仅限政府行政部门的立法、法规、行政命令、条约、联邦法院裁决和所有其他官方声明。该命令在美国除波多黎各外的其他地区生效。尽管如此，某个地区如有大量非英语使用者，法律要求某些文件（如选票）同时以英语和一种或多种其他语言呈现。例如纽约州提供五种语言的选民登记表：孟加拉语、中文、英语、韩语和西班牙语。
在此行政命令之前，美国国会从未通过立法宣布联邦一级的官方语言，但是英语因被绝大多数国民使用，同时美国宪法等重要法律以及所有官方文件亦用英语写成，英语实际上（de facto）是官方语言。不过，当时特定地區的法定文件，如選票等亦會刊行其他語言版。
截至2016年3月5日，美国州一级中，50 个州中的 32 个州以及全部 5 个美国领地都已将英语确立为官方语言（或唯一官方语言），其中夏威夷州将英语和夏威夷语作为正式的语言。
美国各级政府所确定的官方语言均只是英语而非其变体，不过其实是事实上的美式英語。历史上，只有伊利诺伊州在 1923 年至 1969 年期间承认“美式英语”为其官方语言。

## 延伸阅读

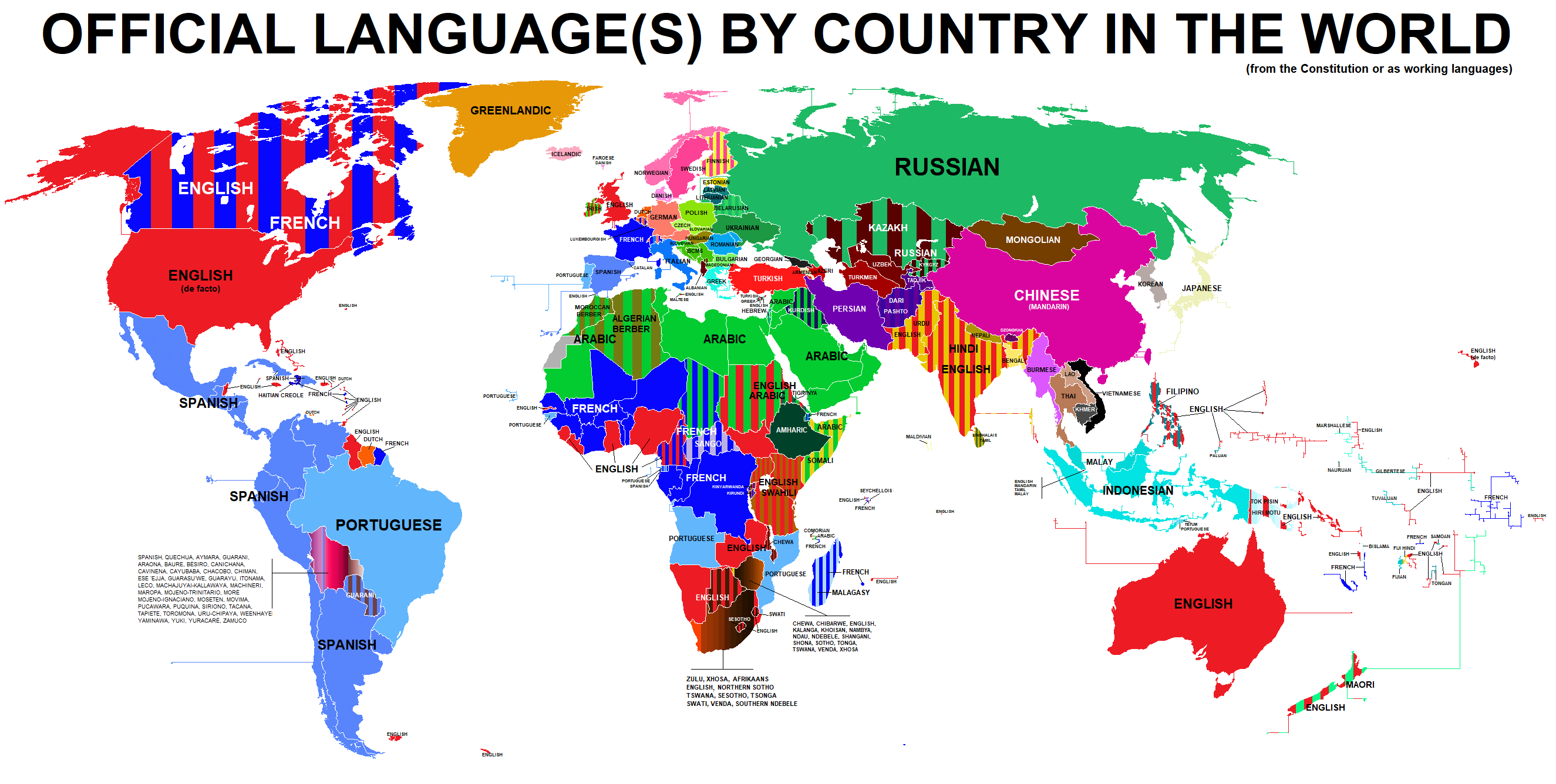
世界各國的官方語言分布地圖

- Writing Systems of the World: Alphabets, Syllabaries, Pictograms (1990), ISBN 0-8048-1654-9 — lists official languages of the countries of the world, among other information.
- "Official Language", Concise Oxford Companion to the English Language, Ed. Tom McArthur, Oxford University Press, 1998.

## 外部連結
- Languages by country（页面存档备份，存于） in The World Factbook